# К-11 (снайперская винтовка)
К-11 — 5,45-мм магазинная снайперская винтовка армянского производства.
К-11 была впервые представлена в 1996 году.

## История
Снайперская винтовка К-11 была разработана в Армении в 1995-1996 годах и выпускалась небольшими сериями примерно до 2005 года. Винтовка состоит на вооружении армянской армии, в основном, в спецподразделениях. На её базе разработана и выпускается винтовка К-11М, отличающаяся более современной фурнитурой из пластика. Также существует вариант этой винтовки под обозначением К-8 под более мощный патрон 7,62×54 мм R.

## Описание
К-11 представляет собой магазинную винтовку с продольно-скользящим поворотным затвором. Часть деталей К-11 заимствована от автоматической винтовки К-3. Затвор имеет два радиальных боевых упора в передней части, ствол консольно закреплён в ствольной коробке, внешне схожей с коробкой автомата Калашникова, но выполненной фрезеровкой, а не штамповкой. В верхней части ствольная коробка открытая, кронштейн для крепления оптики крепится к направляющей типа «ласточкин хвост» на левой стенке коробки. Ложа деревянная, скелетной конструкции по типу СВД, со съёмной щекой. Питание патронами — из отъёмных коробчатых магазинов на 10 или 30 патронов, совместимых с автоматом АК-74. Винтовка, как правило, комплектуется оптическими прицелами кратности 4-х, кроме того, на ней выполнены открытые прицельные приспособления.

## Варианты
- К-8 — является модификацией К-11 под патрон 7,62×54 мм R. Винтовка абсолютно идентична К-11 по конструкции и различается только калибром ствола и, соответственно, — рядом связанных с этим тактико-технических характеристик.
- К-11М — модификация К-11. Снайперская винтовка К-11М представляет собой улучшенную версию своей предшественницы К-11, впрочем, улучшения эти касаются скорее общей эргономики оружия, чем его тактико-технических характеристик. С целью гашения отдачи на затыльник приклада была добавлена амортизирующая подушка, регулируемая подушка под щеку исполнена в стандартном варианте, изменена форма цевья, на дульный срез ствола возможно крепление глушителя-пламегасителя[5].

## На вооружении
- Армения — Вооружённые силы Армении[6]